# Костел святого Йоана Павла ІІ

Костел св. Йоана Павла ІІ

Костел святого Йоана Павла ІІ - Римо-католицький костел у селі Сокільники Львівської області. Розташований за адресою: вулиця Стрийська, 6.

## Історія
На п'ятому році існування парафії, 18 червня 2016 року Державний секретар Ватикану кардинал П'єтро Паролін освятив земельну ділянку і хрест, а також заклав наріжний камінь під будівництво парафіяльного Духовного центру св. Йоана Павла ІІ на південному передмісті Львова, неподалік від іподрому на Сихові, де 15 років тому Папа Іван Павло ІІ відправив дві Служби Божі. Земельну ділянку було придбано коштом Лицарів Колумба. Духовний центр складатиметься із дому благодійної організації «Карітас» та Каплиці св. Йоана Павла ІІ.
Протягом кількох місяців 2017 року зусиллями парафії було споруджено тимчасову каплицю, яку 5 жовтня 2017 року освятив архієпископ Мечислав Мокшицький. Владика також передав парафії, яку обслуговують дієцезіальні священники, мощі св. Йоана Павла ІІ.
У 2020 році будівництво храму було завершено. 18 липня ділянку під будівництво Дому милосердя освятив кардинал Конрад Краєвський за участю архієпископа Мокшицького та єпископів Едварда Кави і Мар'яна Бучека. 26 червня 2021 року архієпископ Мокшицький освятив скульптуру святого Івана Павла ІІ біля храму.